# کتی ریچموند
کتی ریچموند (انگلیسی: Katie Richmond؛ زاده ۲۸ نوامبر ۱۹۸۲) یک مانکن است.